# Habitatge al carrer Pi i Margall, 6 (el Papiol)
L'Habitatge al carrer Pi i Margall, 6 és una obra modernista del Papiol (Baix Llobregat) inclosa a l'Inventari del Patrimoni Arquitectònic de Catalunya.

## Descripció
Habitatge entre mitgeres estructurat en planta baixa i dos pisos. La façana és arrebossada i pintada de blanc. Destaca sobretot per les seves obertures, a la planta baixa hi ha una finestra de grans dimensions amb reixa de ferro i al costat, la porta, totes dues obertures d'arc lobulat amb la línia d'imposta lleugerament deprimit. A la primera planta hi ha una única obertura, un balcó de ferro forjat d'arc deprimit. El marc està realçada per una motllura que dibuixa un arc de mig punt. A l'últim pis destaca una galeria d'arcs de mig punt. L'edifici és rematat per petites elements sobressortints.